# O wojnie galijskiej

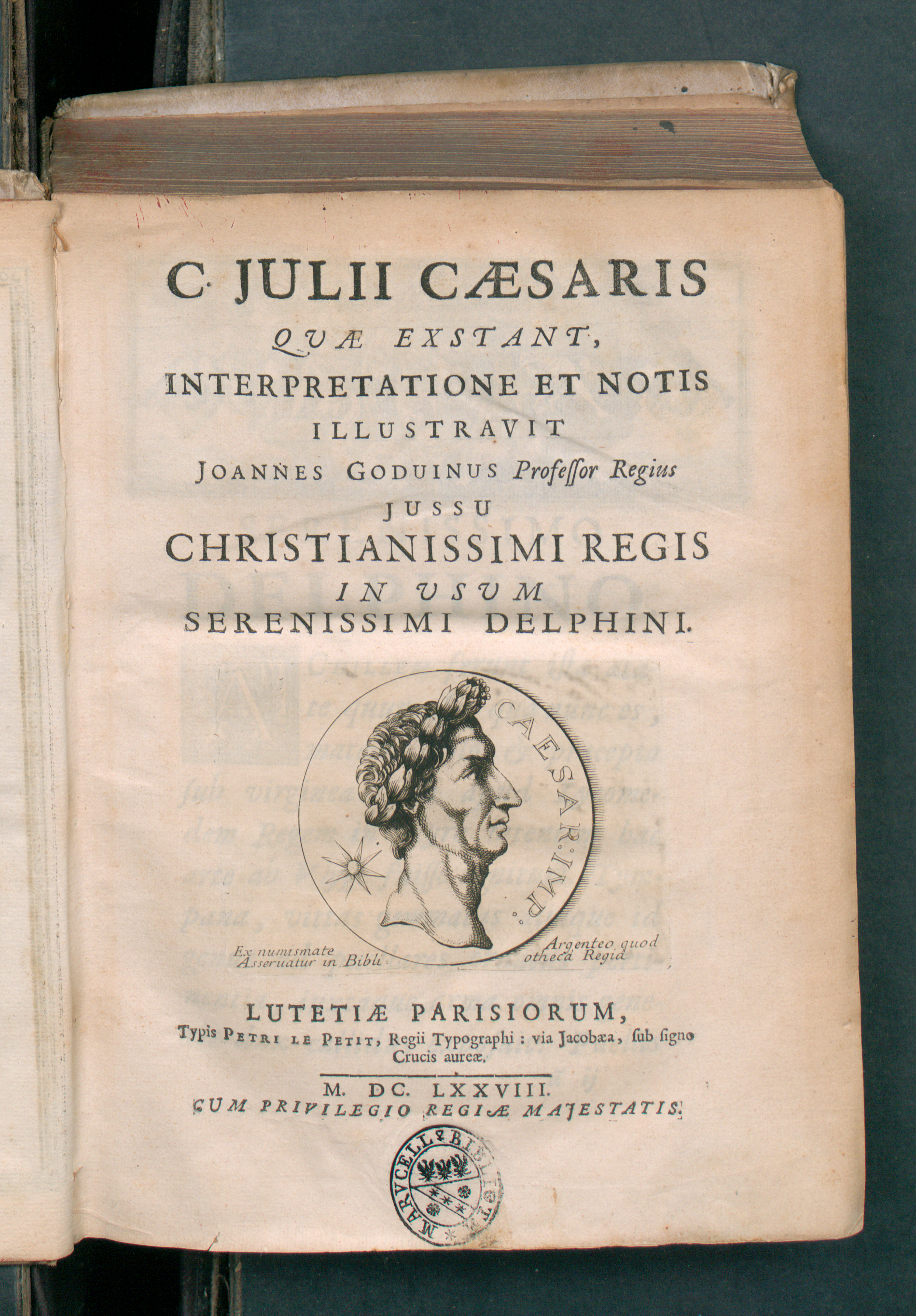
C. Iulii Caesaris quae extant, 1678

O wojnie galijskiej (łac. Commentarii de bello Gallico) – pamiętniki Juliusza Cezara, opisujące 7 lat wojen galijskich (58–51 p.n.e.).
Cezar napisał siedem ksiąg swojej relacji, z których każda obejmuje wydarzenia jednego roku. Wybuch wojny domowej przerwał pracę Cezara nad utworem. W późniejszym okresie Aulus Hircjusz dopisał ósmą księgę wojny galijskiej, mającą stanowić łącznik z innym dziełem Cezara, O wojnie domowej.
Cezar wprowadził w swoim dziele zupełnie nowy styl pisania pamiętników. Pisał o sobie w trzeciej osobie, prostym i zwięzłym językiem, beznamiętnością zbliżoną do raportów wojskowych, nadając swoim relacjom formę corocznego sprawozdania, zamiast wychwalania własnych dokonań. Kunszt pisarski Cezara został doceniony nawet przez jego zaciekłych przeciwników politycznych, m.in. Cycerona.
Oprócz opisu działań wojennych, Cezar przekazuje w swojej relacji liczne informacje o ludach zamieszkujących Galię, ich zwyczajach, kulturze i wierzeniach.

## Odnośniki w kulturze
Pierwsze zdanie księgi pierwszej pamiętników, brzmiące „Gallia est omnis divisa in partes tres…” (ze względu na prostotę jest często stosowany w podręcznikach do łaciny jako czytanka) zostało szczególnie spopularyzowane w Polsce dzięki zacytowaniu w refrenie utworu Jacka Kaczmarskiego Lekcja historii klasycznej.
Fragmenty tekstu Bellum Gallicum przytacza Julian Tuwim w wierszu Nad Cezarem.